# Королівський дивоптах
Королівський дивоптах (Cicinnurus) — рід горобцеподібних птахів родини дивоптахових (Paradisaeidae). Містить 3 види.

## Поширення
Представники роду поширені в Новій Гвінеї та деяких дрібних островах. Мешкають у гірських дощових та хмарних лісах.

## Опис
Одні з найдрібніших представників родини. Тіло завдовжки до 19 см, вагою до 94 см. У самців на хвості дві пір'їни сильно видовжені та мають ракеткоподібну форму. Дзьоб прямий, трохи довший за голову, блакитного кольору. В оперенні є чіткий статевий диморфізм — самці мають яскраві кольори оперення, самиці мають тьмяніше маскувальне забарвлення. Ноги блакитні.

## Види
- Дивоптах-білозір золотоспинний (Cicinnurus magnificus)
- Дивоптах королівський (Cicinnurus regius)
- Дивоптах-білозір синьоголовий (Cicinnurus respublica)